# Placar
«Placar» (Плакар, название в переводе с португальского языка означает «Счёт») — ежемесячный журнал о футболе, выпускаемый в Сан-Паулу. Издаётся с марта 1970 года. Самый популярный спортивный журнал в Бразилии, несмотря на то, что публикации сосредоточены исключительно на одном виде спорта. Журнал Placar выпускается издательством Grupo Abril.

## История
Первый официальный выпуск журнала вышел 20 марта 1970 года. На обложке первого номера был изображён Пеле. До этого вышло 6 пробных выпусков с номерами 0,..0-3,..0-6. С ними можно ознакомиться на http://books.google.com.br. До 1990 года журнал был еженедельным со средним тиражом 200 тыс. экземпляров. В отдельные периоды (как правило, когда сборная Бразилии принимала участие в крупных турнирах) тираж изменялся.
Довольно скоро журнал приобрёл популярность и влияние в бразильском футболе. Так, непосредственно под влиянием журнала было решено вновь организовать Серию B чемпионата Бразилии, что немного сократило раздутый высший дивизион Серии A. В 1987 году Placar поддержал самые титулованные команды в их стремлении отделиться от Конфедерации футбола Бразилии, организовать Клуб Тринадцати и провести собственный чемпионат страны.
В 1984 году в журнале появился большой раздел, посвящённый другим видам спорта, например, боксу (журнал выходил с лозунгом Todos os esportes — «Все виды спорта»). Это не пошло на пользу изданию, которое стало терять своих читателей. К 1988 году другие спортивные события перестали освещаться на страницах журнала.
В 1990 году тираж был значительно сокращён (сначала до 125 тыс., затем до примерно 100 тыс. экземпляров). Также Placar стал издаваться на ежемесячной основе. Также стали выпускаться специальные выпуски журнала. Так, в 1994 году номер выходил после каждой игры сборной на чемпионате мира. В 1995 году на Placar впервые стало возможно оформить подписку.
С 2001 по 2003 год Placar вновь выходил еженедельно, причём несколько раз менял время выхода очередного номера — сначала по пятницам, затем по вторникам. Затем было принято вернуться к ежемесячному формату.

## Известные инициативы журнала
- Награды лучшим футболистам чемпионата Бразилии, вручаются Placar: Золотой мяч лучшему игроку и Серебряный мяч участникам символической сборной года. Это одна из двух официальных версий наград лучшим игрокам наряду с футбольными премиями издания Globo и КБФ.
- По инициативе Placar была организована Серия B Бразилии, а также проведён чемпионат Бразилии 1987 года среди команд Клуба Тринадцати.
- Time dos Sonhos («Команда мечты») — раз в 12 лет редакция Placar проводит опрос среди журналистов, историков футбола, бывших футболистов с целью выявить самых лучших игроков в истории популярнейших клубов Бразилии. Проводился 3 раза — в 1982, 1994, 2006 годах.
- Золотая бутса Бразилии — вручается игроку, забившему больше всех голов в разных турнирах. Рассчитывается по специальной системе. Так, голы в чемпионате Бразилии оцениваются выше, чем голы, забитые в чемпионатах штатов с низким рейтингом КБФ[7].
- Голубая лента (Fita Azul) — первоначально вручалась КБФ командам, хорошо представившим Бразилию на международной арене. Затем вручалась изданием Gazeta Esportiva. В настоящий момент вручается Placar командам, которые сумели остаться долгое время непобедимыми в международных матчах.

## Известные авторы
- Жуан Салданья
- Мишель Лоуренс

## 100 лучших футболистов XX века
В ноябре 1999 года Placar опубликовал собственный список ста лучших футболистов XX века.
| 1   | Пеле                    | Бразилия            |
| 2   | Диего Марадона          | Аргентина           |
| 3   | Йохан Кройф             | Нидерланды          |
| 4   | Гарринча                | Бразилия            |
| 5   | Франц Беккенбауэр       | ФРГ                 |
| 6   | Альфредо Ди Стефано     | Аргентина / Испания |
| 7   | Ференц Пушкаш           | Венгрия / Испания   |
| 8   | Мишель Платини          | Франция             |
| 9   | Эйсебио                 | Португалия          |
| 10  | Ромарио                 | Бразилия            |
| 11  | Лев Яшин                | СССР                |
| 12  | Роберто Ривелино        | Бразилия            |
| 13  | Диди                    | Бразилия            |
| 14  | Жюст Фонтен             | Франция             |
| 15  | Даниэль Пассарелла      | Аргентина           |
| 16  | Зико                    | Бразилия            |
| 17  | Франко Барези           | Италия              |
| 18  | Бобби Чарльтон          | Англия              |
| 19  | Элиас Фигероа           | Чили                |
| 20  | Лотар Маттеус           | ФРГ / Германия      |
| 21  | Гордон Бэнкс            | Англия              |
| 22  | Нилтон Сантос           | Бразилия            |
| 23  | Зепп Майер              | ФРГ                 |
| 24  | Шандор Кочиш            | Венгрия             |
| 25  | Анхель Амадео Лабруна   | Аргентина           |
| 26  | Марко ван Бастен        | Нидерланды          |
| 27  | Джордж Бест             | Северная Ирландия   |
| 28  | Леонидас                | Бразилия            |
| 29  | Христо Стоичков         | Болгария            |
| 30  | Франсиско Хенто         | Испания             |
| 31  | Рууд Гуллит             | Нидерланды          |
| 32  | Фриц Вальтер            | Германия / ФРГ      |
| 33  | Луиджи Рива             | Италия              |
| 34  | Герд Мюллер             | ФРГ                 |
| 35  | Артур Фриденрайх        | Бразилия            |
| 36  | Пауло Роберто Фалькао   | Бразилия            |
| 37  | Бобби Мур               | Англия              |
| 38  | Жерсон                  | Бразилия            |
| 39  | Пауль Брайтнер          | ФРГ                 |
| 40  | Домингос да Гия         | Бразилия            |
| 41  | Дино Дзофф              | Италия              |
| 42  | Карл-Хайнц Румменигге   | ФРГ                 |
| 43  | Ладислао Кубала         | Венгрия / Испания   |
| 44  | Уве Зеелер              | ФРГ                 |
| 45  | Валентино Маццола       | Италия              |
| 46  | Карлос Алберто          | Бразилия            |
| 47  | Обдулио Варела          | Уругвай             |
| 48  | Тостао                  | Бразилия            |
| 49  | Стэнли Мэтьюз           | Англия              |
| 50  | Раймон Копа             | Франция             |
| 51  | Джалма Сантос           | Бразилия            |
| 52  | Джордж Веа              | Либерия             |
| 53  | Юрген Клинсман          | Германия            |
| 54  | Паоло Мальдини          | Италия              |
| 55  | Уго Санчес              | Мексика             |
| 56  | Амадео Каррисо          | Аргентина           |
| 57  | Роже Милла              | Камерун             |
| 58  | Золтан Цибор            | Венгрия             |
| 59  | Жуниор                  | Бразилия            |
| 60  | Микаэль Лаудруп         | Дания               |
| 61  | Йозеф Масопуст          | Чехословакия        |
| 62  | Карека                  | Бразилия            |
| 63  | Хуан Альберто Скьяффино | Уругвай             |
| 64  | Адемир да Гия           | Бразилия            |
| 65  | Паоло Росси             | Италия              |
| 66  | Жаирзиньо               | Бразилия            |
| 67  | Мариу Колуна            | Португалия          |
| 68  | Адемир Менезес          | Бразилия            |
| 69  | Энцо Франческоли        | Уругвай             |
| 70  | Теофило Кубильяс        | Перу                |
| 71  | Гаэтано Ширеа           | Италия              |
| 72  | Ален Жиресс             | Франция             |
| 73  | Жулиньо                 | Бразилия            |
| 74  | Луис Суарес             | Испания             |
| 75  | Джачинто Факкетти       | Италия              |
| 76  | Педро Роча              | Уругвай             |
| 77  | Сократес                | Бразилия            |
| 78  | Гильермо Стабиле        | Аргентина           |
| 79  | Зизиньо                 | Бразилия            |
| 80  | Георге Хаджи            | Румыния             |
| 81  | Тониньо Серезо          | Бразилия            |
| 82  | Рикардо Самора          | Испания             |
| 83  | Роналдо                 | Бразилия            |
| 84  | Антонио Карбахаль       | Мексика             |
| 85  | Сильвио Пиола           | Италия              |
| 86  | Джузеппе Меацца         | Италия              |
| 87  | Карлос Гамарра          | Парагвай            |
| 88  | Габриэль Батистута      | Аргентина           |
| 89  | Пол Гаскойн             | Англия              |
| 90  | Франтишек Планичка      | Чехословакия        |
| 91  | Роберто Баджо           | Италия              |
| 92  | Зинедин Зидан           | Франция             |
| 93  | Йохан Нескенс           | Нидерланды          |
| 94  | Ромерито                | Парагвай            |
| 95  | Давор Шукер             | Хорватия            |
| 96  | Хосе Луис Чилаверт      | Парагвай            |
| 97  | Жан Тигана              | Франция             |
| 98  | Марио Кемпес            | Аргентина           |
| 99  | Збигнев Бонек           | Польша              |
| 100 | Франк Райкаард          | Нидерланды          |